# Ereunetea horitropha
Ereunetea horitropha là một loài bướm đêm trong họ Geometridae.